# Bizu
Cláudio Tavares Gonçalves, detto Bizu (São Vicente, 18 giugno 1960), è un ex calciatore brasiliano, di ruolo attaccante.

## Caratteristiche tecniche
Giocava come attaccante, ricoprendo il ruolo di centravanti. Le sue principali caratteristiche erano la velocità, il tiro secco e la capacità di posizionarsi in campo in maniera vantaggiosa.

## Carriera

### Club
Cresciuto nelle serie minori del calcio brasiliano, approdò relativamente tardi in massima serie: il Palmeiras lo acquistò nel 1987. Debuttò dunque in campionato il 28 ottobre contro il Santa Cruz; subentrato, segnò le due reti che diedero la vittoria alla sua squadra. Tuttavia, il torneo non proseguì sullo stesso livello, e il totale delle gare giocate fu sei; tre quello delle marcature realizzate. Nel 1988 venne ceduto al Náutico, dove visse la miglior fase della sua carriera. Con la squadra pernambucana mise a segno dieci gol in sedici partite nel Campeonato Brasileiro Série A 1989; ripeté poi lo stesso risultato nel 1991, mentre nel 1990 si era laureato miglior realizzatore della Coppa del Brasile. La sua squadra, in quella competizione, giunse in semifinale, ma fu eliminata dal Flamengo. Nel 1992 lasciò Recife per Porto Alegre, ove lo acquistò il Grêmio. Con la compagine gaúcha non riuscì a imporsi come titolare, tanto da non raccogliere alcuna presenza in campionato e a giocare, dunque, solo nelle competizioni statali. Tornò dunque al Náutico, ma anche qui le presenze furono 0: tornò a giocare nel Brasileirão nel 1993, disputando quattro incontri per lo Sport. Andò a segno per l'ultima volta il 2 novembre 1993 contro il Vasco da Gama, per poi ritirarsi nel 1994. Ha realizzato 114 gol con il Náutico.

## Palmarès

### Club

#### Competizioni nazionali
- Campionato Pernambucano: 1

Náutico: 1989

### Individuale
- Bola de Prata: 1

1989
- Capocannoniere della Coppa del Brasile: 1

1990 (7 gol)